# Канабідіол
Канабідіол (КБД, CBD) — один з як мінімум 113 канабіоідів, виявлених в коноплях. КБД є головним фітоканабіноідом, його частка в рослинному екстракті може досягати 40 %. КБД не володіє такими ж психоактивними властивостями, як тетрагідроканабінол (ТГК). Перетворення КБД на ТГК може відбуватися, коли КБД нагрівається до температури між 250–300 °C. Проводяться клінічні дослідження впливу каннабідіолу для лікування тривожності, розладів рухового апарату, депресії. Але потенційне використання КБД в медицині досі є питанням тривалих дискусій та досліджень.
Використання КБД безпечне, але в одній зі статей 2017 року описані рекомендації щодо необхідності проведення великих і розширених випробувань цього засобу на людях перед тим як зробити остаточний висновок. Дослідження на тваринах показало, що одночасне застосування КБД разом з ТГК посилило ефекти останнього. Один з ймовірних механізмів дії — конкурування за ТГК-рецептори.

## Використання в медицині

#### Лікування розсіяного склерозу
Nabiximols — аерозоль для перорального застосування, що містить КБД і ТГК в приблизному співвідношенні 1: 1. Лікарський засіб було схвалено канадською владою в 2005 році для полегшення болю, пов'язаного з розсіяним склерозом.

#### Лікування залежності
Два систематичних дослідження по КБД та лікуванню залежності повідомили про позитивні ефекти при лікуванні залежності від тютюну і марихуани. Продемонстровані анти-адиктивні властивості можуть бути пов'язані з захисним ефектом КБД при стресі і нейротоксичності. Рекомендовані додаткові дослідження впливу канабідіолу на боротьбу з наркотичною залежністю.

#### Протизапальний ефект
У двох оглядах розглядається теорія про те, що чистий КБД або в комбінації з ТГК може мати антиоксидантні та протизапальні властивості. Жоден з оглядів не розповідає про випробування цих властивостей на людях.

#### Лікування епілепсії
Результати, отримані американськими медиками, свідчать, що на тлі препарату для лікування епілепсії на основі канабідіола Епідолекс (Epidiolex) (В дозуванні 20 мг / кг / добу), частота нападів у хворих впала до 42 %. У групі пацієнтів, що приймали експериментальний препарат в дозуванні 10 мг / кг / добу, частота нападів скоротилася на 37 %, тоді як в плацебо-групі даний показник склав 17 %. Препарат виготовлений у формі сиропу, а діючою речовиною є очищений канабідіол. Ліки не містить тетрігідроканнабінолу. Застосування Епідолекса дозволено у дітей старше двох років, які страждають синдромами Драве і Леннокса-Гасто (важкі форми епілепсії). У червні 2018 року Управління продовольства і медикаментів (FDA) видало компанії GW Pharmaceuticals реєстраційне посвідчення на виробництво Епідіолекса.

#### Лікування захворювань опорно-рухового апарату
Вчені з Тель-Авівського університету в ході проведених досліджень виявили, що канабідіол може бути застосований при лікуванні переломів кісток. Рецептори каннабіоідов, які представлені в клітинах організму, стимулюють формування кісткової тканини, а також інгібують втрату кісткової маси. У зв'язку з цим досліджується можливість використання КБД для лікування остеопорозу та інших захворювань опорно-рухового апарату.

#### Лікування депресії,посттравматичного розладу, та психічних розладів
Проведені дослідження показують ефективність канабідіолу в лікуванні психічних розладів та стресових станів. Проте використання канабіноїдів в медичних цілях для лікування психічних розладів потребує додаткового вивчення.

## Правовий статус в Україні
Як окрема речовина, канабідіол не включений до Переліку наркотичних засобів, психотропних речовин і прекурсорів.
Але до цього списку включено «Канабіс, смола канабісу, екстракти і настойки канабісу», що може викликати протиріччя щодо легального статусу канабідіолу.
Перелік наркотичних засобів, психотропних речовин і прекурсорів дозволяє культивування рослин роду коноплі для промислових цілей, за винятком виробництва та (або) виготовлення наркотичних засобів і психотропних речовин, допускається за умови використання насіння, зібраного із сортів рослин, у висушеній соломі яких вміст тетрагідроканнабінолу не перевищував 0,08 відсотка.
Сучасні сорти коноплі виведені для виготовлення канабідіолу містять в собі достатньо малий відсоток тетрагідроканнабінолу, щоб бути дозволеними для культивування в Україні.
Станом на 2024 рік, канабідіол (КБД) в Україні не вважається психоактивною речовиною і не заборонений, якщо не містить тетрагідроканабінолу (ТГК) або містить його у допустимих межах. Відповідно до постанови КМУ № 70 від 2 лютого 2024 року, Україна дозволила медичне використання канабісу, включаючи лікарські засоби на основі КБД, за наявності ліцензії та призначення лікаря. КБД-продукти з вмістом ТГК до 0,2% не підпадають під контроль Закону «Про наркотичні засоби» і можуть вважатися дозволеними до обігу, якщо відповідають технічному регламенту.

## Правовий статус в інших країнах
Каннабіс є незаконним, а КБР є законним у більшості країн світу. Однак, оскільки КБР є витяжкою з рослини коноплі, його законність закріплена багатьма нормативними актами та законодавством, що означає, що не кожен може вирощувати, виробляти чи купувати продукцію. Додаючи до цього той факт, що кожна країна має свої власні закони, які постійно змінюються щодо використання та синтезу КБР, кожна країна сама визначає рівень легальності продуктів синтезованих з марихуани.
Норми ЄС регулюють продаж КБР у більшості європейських країн. Однак цим країнам дозволено власно тлумачити правила та рівень покарання згідно чинного законодавства. Толерантність до злочинів, які пов'язані з незаконним синтезом та збутом продуктів КБР, дуже різниться в різних країнах Європи, і, як наслідок, змінюється і спосіб застосування закону про КБР.
У Південній Америці ринок продуктів КБР неймовірно швидко зростає із глобальними змінами в ідеях щодо небезпеки конопель. Країни Південної Америки починають визнавати медичні переваги, які може запропонувати канабіс, що знайшло своє відображення у чинному законодавстві про застосування медичної марихуани.
Федеральний закон Америки стверджує, що КБР, вирощений з коноплі і містить менше 0,3 % ТГК, є законним для вирощування, транспортування та продажу в США. Однак окремі штати мають остаточне слово щодо того, що відбувається в їх межах, тобто кожен штат США має різне законодавство. Наприклад, незважаючи на федеральний дозвіл, КБР є нелегальним продуктом у трьох американських штатах: Небраска, Південна Дакота, Огайо.